# Hiziel Souza Soares
Hiziel Souza Soares (sinh ngày 16 tháng 5 năm 1985 ở Manaus, Amazonas), thường được biết với tên Soares, là một tiền đạo bóng đá người Brasil.

## Danh hiệu
Figueirense
- Santa Catarina State League: 2006

Fluminense
- Brasilian Cup: 2007